# Barleria papillosa
Barleria papillosa är en akantusväxtart som beskrevs av T. Anders.. Barleria papillosa ingår i släktet Barleria och familjen akantusväxter. Inga underarter finns listade i Catalogue of Life.